# Pascal-tétel

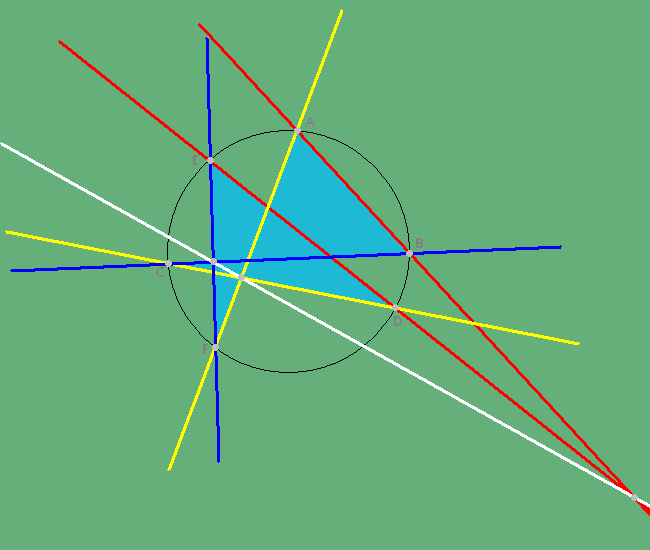
A kúpszeletbe írt ABCDEF hatszög szemben fekvő oldalai a Pascal-egyenesen metszik egymást. A Pascal-egyenes fehér.

A Blaise Pascalról elnevezett Pascal-tétel klasszikus tétel a projektív síkgeometriában.
Legyenek a kúpszeletbe írt hatszög csúcsai 1, 2, 3, 4, 5, 6 (a csúcsok a kúpszeletre illeszkednek). Ekkor az
{\displaystyle A=12\cap 45}
{\displaystyle B=23\cap 56}
{\displaystyle C=34\cap 61}
pontok egy egyenesre esnek.
Duálisa a Brianchon-tétel.
A Brianchon-tétel és a Pascal-tétel alkalmazásaként lehetséges kúpszelethez pontokat és érintőket csak vonalzóval szerkeszteni.

## Bizonyítás
A tétel bizonyítása a kettősviszony és a sugársorok képződményének felhasználásával történik.
Jelölje X a {\displaystyle 23\cap 45} és Y a {\displaystyle 34\cap 56} pontot. Tekintsük a kúpszeletet a 2-re és a 6-ra illeszkedő sugársorok projektív képződményének. Ekkor
{\displaystyle \mathrm {cr} (C,Y,4,3)=\mathrm {cr} (61,65,64,63)=\mathrm {cr} (21,25,24,23)=\mathrm {cr} (A,5,4,X)}
Homogén koordinátákkal tovább számolva adódik a tétel.